# Mistrovství světa v alpském lyžování 2021 – sjezd mužů
Superobří slalom mužů na Mistrovství světa v alpském lyžování 2021 se konal v neděli 14. února 2021 jako druhý mužský závod světového šampionátu v Cortině d'Ampezzo. Soutěž odstartovala v 11 hodin místního času. Do závodu nastoupilo 42 sjezdařů ze 17 států. Trať na nové sjezdovce Vertigine patřila k pomalejším, s parametry pro Super-G.
Obhájcem zlata v „královské disciplíně“ byl norský lyžař Kjetil Jansrud, který obsadil osmé místo.

## Medailisté
Mistrem světa se stal 29letý Rakušan Vincent Kriechmayr, který po superobřím slalomu vyhrál i druhý závod probíhajícího šampionátu. Jako třetí lyžař historie triumfoval v obou rychlostních disciplínách na jediném mistrovství. Zařadil se tak k Hermannu Maierovi z Vailu 1999 a Bodemu Millerovi z Bormia 2005. Titulem Kriechmayr vylepšil své bronzové umístění z Åre 2019. Celkově na mistrovstvích světa získal čtvrtou medaili.
S minimální ztrátou jedné setiny sekundy vybojoval stříbrný kov 31letý Němec Andreas Sander, jenž si dojel pro první medaili na vrcholné lyžařské akci. V předchozí kariéře nikdy nestál na stupních vítězů Světového poháru.
Bronz si odvezl 34letý Beat Feuz, který za šampionem zaostal o šestnáct setin sekundy. Švýcar byl jako lídr průběžného pořadí Světového poháru 2020/2021 ve sjezdu hlavním favoritem. Během ledna 2021 vyhrál oba sjezdy v Kitzbühelu. Třetím místem navázal bronzový kov z Beaver Creeku 2015 a zlato ze Svatého Mořice 2017. Celkem na světových šampionátech vybojoval třetí medaili.

## Výsledky
| P                                         | SČ | lyžař                 | stát            | čas             | ztráta          |
| ----------------------------------------- | -- | --------------------- | --------------- | --------------- | --------------- |
| Zlatá medaile                             | 1  | Vincent Kriechmayr    | Rakousko        | 1:37,79         |                 |
| Stříbrná medaile                          | 2  | Andreas Sander        | Německo         | 1:37,80         | +0,01           |
| Bronzová medaile                          | 7  | Beat Feuz             | Švýcarsko       | 1:37,97         | +0,18           |
| 4.                                        | 3  | Dominik Paris         | Itálie          | 1:38,44         | +0,65           |
| 4.                                        | 18 | Marco Odermatt        | Švýcarsko       | 1:38,44         | +0,65           |
| 6.                                        | 15 | Christof Innerhofer   | Itálie          | 1:38,69         | +0,90           |
| 7.                                        | 12 | Nils Allègre          | Francie         | 1:38,76         | +0,97           |
| 8.                                        | 17 | Kjetil Jansrud        | Norsko          | 1:38,81         | +1,02           |
| 9.                                        | 11 | Carlo Janka           | Švýcarsko       | 1:38,87         | +1,08           |
| 10.                                       | 4  | Bryce Bennett         | USA             | 1:38,89         | +1,10           |
| 10.                                       | 21 | Henrik Røa            | Norsko          | 1:38,89         | +1,10           |
| 12.                                       | 14 | Travis Ganong         | USA             | 1:39,03         | +1,24           |
| 13.                                       | 10 | Max Franz             | Rakousko        | 1:39,04         | +1,25           |
| 14.                                       | 13 | Romed Baumann         | Německo         | 1:39,09         | +1,30           |
| 15.                                       | 22 | Boštjan Kline         | Slovinsko       | 1:39,24         | +1,45           |
| 16.                                       | 9  | Johan Clarey          | Francie         | 1:39,29         | +1,50           |
| 17.                                       | 23 | Felix Monsén          | Švédsko         | 1:39,31         | +1,52           |
| 18.                                       | 6  | Thomas Dreßen         | Německo         | 1:39,47         | +1,68           |
| 19.                                       | 19 | Otmar Striedinger     | Rakousko        | 1:39,63         | +1,84           |
| 20.                                       | 16 | Jared Goldberg        | USA             | 1:39,74         | +1,95           |
| 21.                                       | 29 | James Crawford        | Kanada          | 1:39,78         | +1,99           |
| 22.                                       | 26 | Dominik Schwaiger     | Německo         | 1:39,90         | +2,11           |
| 23.                                       | 31 | Miha Hrobat           | Slovinsko       | 1:39,99         | +2,20           |
| 24.                                       | 24 | Matteo Marsaglia      | Itálie          | 1:40,18         | +2,39           |
| 25.                                       | 20 | Matthieu Bailet       | Francie         | 1:40,22         | +2,43           |
| 26.                                       | 25 | Jeffrey Read          | Kanada          | 1:40,34         | +2,55           |
| 27.                                       | 36 | Marco Pfiffner        | Lichtenštejnsko | 1:41,05         | +3,26           |
| 28.                                       | 38 | Arnaud Alessandria    | Monako          | 1:41,57         | +3,78           |
| 29.                                       | 32 | Broderick Thompson    | Kanada          | 1:41,96         | +4,17           |
| 30.                                       | 40 | Barnabás Szőllős      | Izrael          | 1:42,46         | +4,67           |
| 31.                                       | 37 | Martin Bendík         | Slovensko       | 1:43,02         | +5,23           |
| 32.                                       | 41 | Juan Pablo Vallecillo | Argentina       | 1:43,48         | +5,69           |
| 33,                                       | 39 | Marcus Vorre          | Dánsko          | 1:45,17         | +7,38           |
| 34.                                       | 42 | Benjamin Szőllős      | Izrael          | 1:49,71         | +11,92          |
| —                                         | 5  | Matthias Mayer        | Rakousko        | nedojel do cíle | nedojel do cíle |
| —                                         | 8  | Maxence Muzaton       | Francie         | nedojel do cíle | nedojel do cíle |
| —                                         | 27 | Brodie Seger          | Kanada          | nedojel do cíle | nedojel do cíle |
| —                                         | 28 | Florian Schieder      | Itálie          | nedojel do cíle | nedojel do cíle |
| —                                         | 30 | Niels Hintermann      | Švýcarsko       | nedojel do cíle | nedojel do cíle |
| —                                         | 33 | Olle Sundin           | Švédsko         | nedojel do cíle | nedojel do cíle |
| —                                         | 34 | Adur Etxezarreta      | Španělsko       | nedojel do cíle | nedojel do cíle |
| —                                         | 35 | Nejc Naraločnik       | Slovinsko       | nedojel do cíle | nedojel do cíle |
| Závod odstartoval ve 11.00 hodin (UTC+1). |    |                       |                 |                 |                 |